# Berthold Rüth

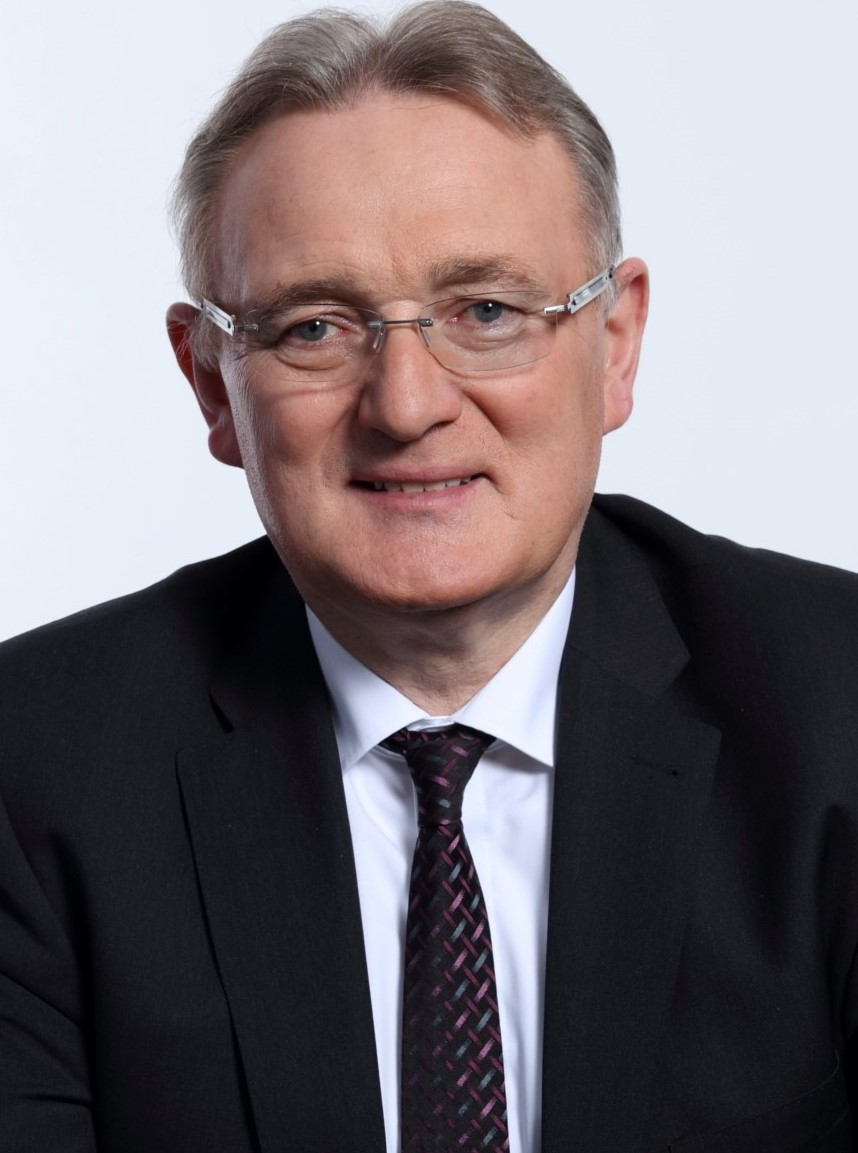
Berthold Rüth (2020)

Berthold Rüth (* 28. März 1958 in Hobbach, Markt Eschau, Landkreis Miltenberg) ist ein deutscher Politiker (CSU) und Betriebswirt. Er war von 2003 bis 2023 Mitglied des Bayerischen Landtags.

## Leben
Nach dem Studium der Betriebswirtschaft und seinem Abschluss als Diplom-Betriebswirt arbeitete er als Assistent der Geschäftsleitung in zwei mittelständischen Betrieben. Im Jahr 1985 wurde er schließlich Abteilungsleiter bei dem damaligen Chemie-Unternehmen Acordis im ICO in Obernburg am Main. Diese Tätigkeit übte er bis zum Eintritt in den Landtag im Jahr 2003 aus.
Rüth war zudem Schriftführer in den Arbeitskreisen Schule-Wirtschaft und im Informationsforum der regionalen Wirtschaft. Außerdem gehörte er dem Arbeitskreis Öffentlichkeitsarbeit der IHK Aschaffenburg und dem Arbeitskreis Öffentlichkeitsarbeit der Chemischen Industrie in Bayern an.
Berthold Rüth ist verheiratet und hat zwei Söhne. Er ist römisch-katholischer Konfession.

## Politische Laufbahn
Rüth begann seine politische Karriere 1982 als Vorsitzender der Jungen Union Eschau. Diesen Posten bekleidete er bis in das Jahr 1990 hinein. Schon 1984 wurde er Kreisvorsitzender der JU und übte dieses Amt bis 1994 aus. 1988 kam die Position als stellvertretender Vorsitzender der JU im Bezirk Unterfranken hinzu. Dieses Amt hatte er bis 1992 inne. 
Im Jahr 1990 zog Rüth in den Gemeinderat seiner Heimatgemeinde Eschau und in den Kreisrat des Landkreises Miltenberg ein. Im Mai 2020 wurde er Mitglied des Krankenhausbeirats der Helios Kliniken Miltenberg-Erlenbach.
Von 1995 bis 1997 war er Vorsitzender des CSU-Ortsverbandes in Eschau. Von 1995 bis 2019 war Rüth CSU-Kreisvorsitzender in Miltenberg. Ebenfalls 1995 wurde er Mitglied im CSU-Bezirksvorstand Unterfranken.
2003 wurde Rüth per Direktmandat und 59,9 % der Erststimmen in den Bayerischen Landtag gewählt. Er vertritt seitdem den Stimmkreis Miltenberg (Wahlkreis Unterfranken). Im Jahr 2008 wurde er mit 45,3 % und 2013 mit 46,3 % der Erststimmen jeweils wiedergewählt. Auch bei der Landtagswahl 2018 konnte Rüth sein Direktmandat verteidigen.
Im Bayerischen Landtag war er Mitglied im Ausschuss für Eingaben und Beschwerden, im Ausschuss für Bildung und Kultus (bis 2015 sowie ab 2018) und war von 2015 bis 2018 im Ausschuss für Fragen des öffentlichen Dienstes. Von 2013 bis 2015 war er zudem der Landesvorsitzende des CSU-Arbeitskreises Schule, Bildung und Sport. 2012 wurde er zum Vorsitzenden des Bayerischen Landessportbeirates sowie zum sportpolitischen Sprecher der CSU-Landtagsfraktion gewählt.  
Ab 2013 war er Mitglied im Vorstand der CSU-Landtagsfraktion. Zudem wurde Rüth Mitglied im Medienrat der Bayerischen Landeszentrale für neue Medien und von Mai 2017 bis März 2023 Vorsitzender des Digitalausschusses der Bayerischen Landeszentrale für neue Medien, in dem er lange Zeit als stellvertretender Vorsitzender aktiv war. Im März 2023 wurde Rüth einstimmig zum Vorsitzenden des Ausschusses für Infrastruktur, Medienentwicklung und Innovation bei der Bayerischen Landeszentrale für neue Medien (BLM) gewählt.
Am 1. Juli 2014 wurde Rüth zum Vorsitzenden der Enquête-Kommission im Bayerischen Landtag „Gleichwertige Lebensverhältnisse in ganz Bayern“ gewählt, deren Aufgabe es war, aufzuzeigen, wie ein hoher Lebens- und Arbeitsstandard in allen Teilen Bayerns und für alle seine Bewohner gleichwertig gewahrt und fortentwickelt werden kann. Am 30. Januar 2018 legte die Kommission ihren Abschlussbericht vor.
Am 23. Mai 2004 und nochmal am 12. Februar 2017 war Berthold Rüth Mitglied der Bundesversammlung (Deutschland).
Zudem war Rüth Mitglied des Ausschusses für Bildung und Kultus und Mitglied des Ausschusses für Eingaben und Beschwerden im Bayerischen Landtag.
Zur Landtagswahl 2023 trat er nicht erneut an. 

## Ehrenamt
Am 11. März 2012 wurde Berthold Rüth zum Präsidenten des Musikverbands Untermain gewählt. Rüth ist zudem Vorstandsmitglied im Kreisverband Miltenberg-Obernburg des Bayerischen Roten Kreuzes.